# Die Fliege (Kurzgeschichte)
Die Fliege (Originaltitel: The Fly) ist eine 1957 veröffentlichte Science-Fiction-Erzählung des englisch-französischen Autors George Langelaan, die mehrfach verfilmt wurde. Sie handelt von einem Erfinder eines Materietransmitters, der dem Erfinder zum Verhängnis wird.

## Englische und französische Fassung
Die englische Fassung erschien 1957 in der Juninummer des Playboys, die französische Fassung erst fünf Jahre später als Teile von Nouvelles de l'anti-monde, einer Sammlung von Erzählungen Langelaans. Die französische Fassung ist keine direkte Übersetzung. Sie folgt in der Handlung weitgehend der ursprünglichen Fassung, weicht aber in Details vielfach ab. Der auffälligste Unterschied sind die Personennamen, die in der englischen Fassung französisch, in der französischen Fassung umgekehrt englisch sind. So heißt die Hauptfigur in der englischen Fassung Delambre und in der französischen Fassung Browning.
Auch sonst weist die englische Fassung ein ausdrücklich französisches Kolorit auf: man fährt Citroën, trinkt Pernod und sagt „Merci“, wenn man sich bedankt. Die Verfilmung von 1958 verwendet natürlich die Namen der englischen Fassung. Der deutschen Übersetzung von Karl Rauch lag die französische Fassung zugrunde, dementsprechend werden untenstehend die englischen Namen der Figuren verwendet.
| englische Fassung  | französische Fassung | Beschreibung          |
| ------------------ | -------------------- | --------------------- |
| André Delambre     | Sir Robert Browning  | Erfinder              |
| Hélène Delambre    | Lady Anne Browning   | Gattin des Erfinders  |
| François Delambre  | Arthur Browning      | Bruder des Erfinders  |
| Commissaire Charas | Inspecteur Twinker   | Ermittler im Mordfall |
| Henri Delambre     | Harry Browning       | Sohn des Erfinders    |

## Inhalt der Erzählung
Mitten in der Nacht erhält Arthur Browning – der Erzähler – einen Anruf seiner Schwägerin Anne: sein Bruder sei tot, sie habe ihn umgebracht und er möge bitte die Polizei anrufen.
Als Arthur zusammen mit Inspektor Twinker am Tatort eintrifft, einer Fabrik in unmittelbarer Nähe des Labors seines Bruders Sir Robert Browning, finden sie dessen Körper unter einem Fallhammer. Die Presse hat seinen Kopf und seinen Arm völlig zerquetscht. Die Tat bleibt rätselhaft, da die Ehefrau sich zwar zur Tötung bekennt, über Gründe und Hintergründe aber nichts sagen will. Ob es in Zusammenhang mit der Arbeit des Erfinders steht, der im Auftrag der Regierung an Geheimprojekten geforscht hatte, bleibt ebenfalls unklar, da dieser vor seinem Tod Aufzeichnungen und Geräte zerstört hat.
Schließlich wird Anne Browning für geistesgestört erklärt und in eine Anstalt eingewiesen, ihr Sohn Harry wird der Obhut seines Onkels übergeben. Anne verhält sich ruhig, spricht wenig und verbringt ihre Zeit damit, Fliegen zu fangen, sie genau zu betrachten und dann wieder freizulassen. Der weiter ermittelnde Inspektor Twinker sieht sich vor einem Rätsel.
Eine Zeit später erzählt der Neffe seinem Onkel, er habe die Fliege gesehen, die seine Mutter suche. Sie habe einen weißen Kopf und ein komisches Bein.
Arthur vermutet, dass diese Fliege der Schlüssel sein könnte, das beharrliche Schweigen seiner Schwägerin zu brechen. Er besucht sie in der Anstalt und erzählt ihr von der seltsamen Fliege, worauf Anne ganz außer Fassung gerät und ihn eindringlich bittet, die Fliege zu töten. Arthur will darauf nicht eingehen, solange er die Umstände nicht kennt, und droht damit, den Inspektor zu informieren. Schließlich willigt Anne ein und übergibt Arthur die Aufzeichnungen, in denen sie die Ereignisse beschreibt, die dazu führten, dass sie den Kopf ihres Gatten unter einem Maschinenhammer zerquetschte.
In dem Dokument berichtet sie, Robert habe an einem Desintegrator/Reintegrator gearbeitet, einem Gerät, mit dessen Hilfe Materie übertragen werden kann. Nach anfänglichen Schwierigkeiten war ihm das tatsächlich gelungen, zunächst mit Gegenständen und dann mit Lebewesen, allerdings war eines der ersten Versuchstiere, eine Katze, bei der Übertragung verschwunden.
Als er schließlich versucht, sich selbst zu übertragen, hat er das katastrophale Missgeschick, dass zufällig eine Fliege sich in der Übertragungskabine befindet und das Resultat der Übertragung ein Mensch mit Fliegenkopf und -hand und eine Fliege mit den entsprechend verkleinerten menschlichen Körperteilen ist.
Die einzige Möglichkeit der Rettung sieht er darin, diese Fliege zu finden und zusammen mit ihr die Übertragung zu wiederholen.
Allerdings kann er derart grauenhaft verändert nicht mehr sprechen und sich niemandem zeigen, auch seiner Frau nicht. Er erklärt ihr schriftlich, es sei ein Unglück geschehen und sie müsse eine bestimmte Fliege finden. Schließlich lässt er sie in das Labor, verhüllt aber seinen Kopf mit einem Tuch. Anne beschwört ihn, es noch einmal mit einer Übertragung zu versuchen, doch deren Resultat ist noch schlimmer als vorher. Als er aus der Empfangskabine kommt stolpert er und das Tuch rutscht von seinem Kopf. Anne sieht einen Katzenkopf mit Fliegenaugen und -rüssel. Offenbar haben sich Teile der zuvor verschwundenen Katze wiedergefunden. Es ist nun klar, dass es keine Rettung gibt und Anne willigt ein, Robert zu helfen, alle Spuren zu beseitigen, also auch die entstellten Teile seines Körpers. Abschließend schreibt sie: „Meine Aufgabe zu verrichten war nicht schwer, denn es war nicht mein Mann, sondern ein Ungeheuer, das ich zu töten hatte. Bob war schon tot. Ich führte nur noch seinen letzten Willen aus.“
Am folgenden Tag erhält Arthur die Nachricht vom Selbstmord seiner Schwägerin. Am Abend kommt Inspektor Twinker zu Besuch und Arthur zeigt ihm das Dokument. Beide erklären, dass dies der Beweis für den Wahnsinn der Toten sei. Nachdem sie Annes Niederschrift im Kamin verbrannt haben, erwähnt der Inspektor beiläufig, er habe Arthur am Grab seines Bruders gesehen:
»Sie haben mich gesehen …?« [fragt Arthur.]
»Ja, ich habe gesehen, wie Sie eine Streichholzschachtel begraben haben.«
»Wissen Sie, was drin war?«
»Vermutlich eine Fliege.«
»Ja, ich habe sie heute früh gefunden. Sie war in einem Spinnennetz im Garten gefangen.«
»War sie tot?«
»Noch nicht ganz. Ich hab sie genommen … und hab sie zwischen zwei Steinen zerdrückt. Sie hatte einen … ganz weißen Kopf.«

## Verfilmungen
- Die Fliege (Originaltitel: The Fly, Regie: Kurt Neumann, USA 1958)
- Die Rückkehr der Fliege (Originaltitel: Return of the Fly, Regie: Edward Bernds, USA 1959)
- Der Fluch der Fliege (Originaltitel: Curse of the Fly, Regie: Don Sharp, Großbritannien 1965)
- Die Fliege (Originaltitel: The Fly, Regie: David Cronenberg, USA/Kanada 1986)
- Die Fliege 2 (Originaltitel: The Fly II, Regie: Chris Walas, USA 1989)

## Ausgaben
- Erstdruck: The Fly. In: Playboy, Juni 1957.
- Erstausgabe: The Fly. In: Judith Merril (Hrsg.): SF:'58: The Year's Greatest Science Fiction and Fantasy. Gnome Press, New York 1958.
- Französische Erstausgabe: La mouche. In: George Langelaan: Nouvelles de l'anti-monde. Robert Laffont, Paris 1962.
- Deutsche Erstübersetzung: Die Fliege. Übersetzt aus dem Französischen von Karl Rauch. In: George Langelaan: Die Fliege und andere Erzählungen aus der phantastischen Wirklichkeit. Scherz, Bern/Stuttgart/Wien 1963.
- Taschenbuchausgabe: dtv #306, München 1965, S. 6–33.
- Einzelausgabe: Die Fliege : eine phantastische Erzählung. Übersetzt von Karl Rauch. Fischer Taschenbuch #9314, 1088, ISBN 3-596-29314-6.